# Parco nazionale Vulcani delle Hawaii
L'Hawaii Volcanoes National Park, inaugurato nel 1945, è un parco nazionale degli Stati Uniti, il risultato di centinaia di migliaia d'anni di vulcanismo, migrazione ed evoluzione, processi che fanno emergere una terra spoglia dal mare e la rivestono con complessi ecosistemi ed una particolare cultura umana. Il parco comprende diversi habitat che spaziano dal livello del mare alla cima del più alto vulcano, il Mauna Loa con i suoi 4.169 metri. Kīlauea, uno dei più attivi vulcani del mondo, dona molti spunti agli scienziati riguardo alla nascita delle isole Hawaii, ed ai turisti lo spettacolo dei suoi territori. Il parco copre 1348 km² di terra.
Il parco fornisce opportunità per l'escursionismo ed il campeggio. Grazie ai suoi valori naturalistici, l'Hawaii Volcanoes National Park è stato definito riserva della biosfera e patrimonio dell'umanità dall'UNESCO.
L'attività vulcanica del parco ha creato la spiaggia di sabbia nera Kalapana (ora coperta dalla lava prodotta dall'ultima eruzione) ed altre spiagge simili.

## Leggenda
Una leggenda narra che se una roccia di sabbia nera fosse portata via dalle Hawaii, il ladro verrebbe rincorso dalla dea del vulcano, Pele, fino alla restituzione. Nonostante alcuni la ritengano una leggenda degli antichi hawaiani, gli storici hanno trovato racconti simili solo a partire dalla metà del ventesimo secolo, e si suppone che sia stata inventata dai ranger del parco al fine di tenere i turisti lontano dalle rocce. Nonostante questo il Kīlauea Military Camp (ora centro turistico militare) ha una stanza in cui sono esposte le rocce restituite dalle persone colpite dalla malasorte per averle sottratte.
Il creatore del mito di Pele potrebbe essere stato Russ Apple. Nel suo ruolo di storico del parco, e grazie all'esperienza trentennale, Apple svolse un ruolo chiave nel recupero della cultura hawaiana a Kīlauea e nel parco storico nazionale di Pu'uhonua o Honaunau a Kailua Kona, Hawai'i.

## Storia
Kīlauea ed il suo Halemaʻumaʻu caldera sono tradizionalmente considerati la casa sacra di Pele, e gli hawaiani ne visitano il cratere per offrire doni alla divinità. I primi visitatori occidentali, il missionario inglese William Ellis e lo statunitense Asa Thurston, giunsero a Kīlauea nel 1823. Ellis, parlando delle sue sensazioni nel vedere per la prima volta il vulcano, disse:
(William Ellis)
Lorrin A. Thurston, nipote del reverendo statunitense, fu uno dei padri fondatori del parco, nel 1916.

## Galleria d'immagini

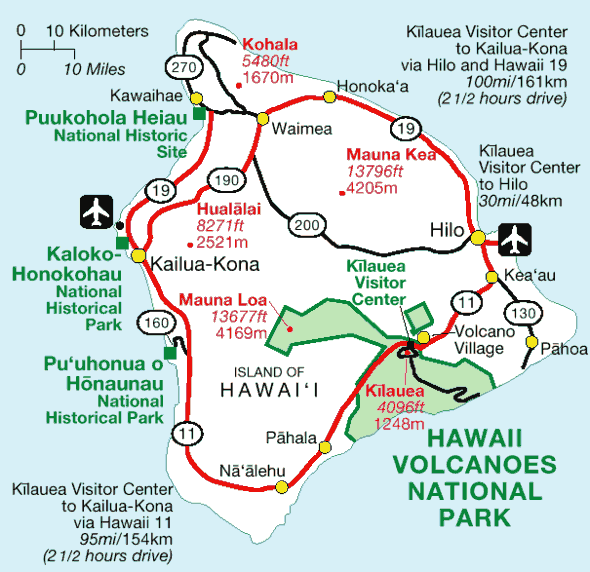
I parchi nazionali delle Hawaii.
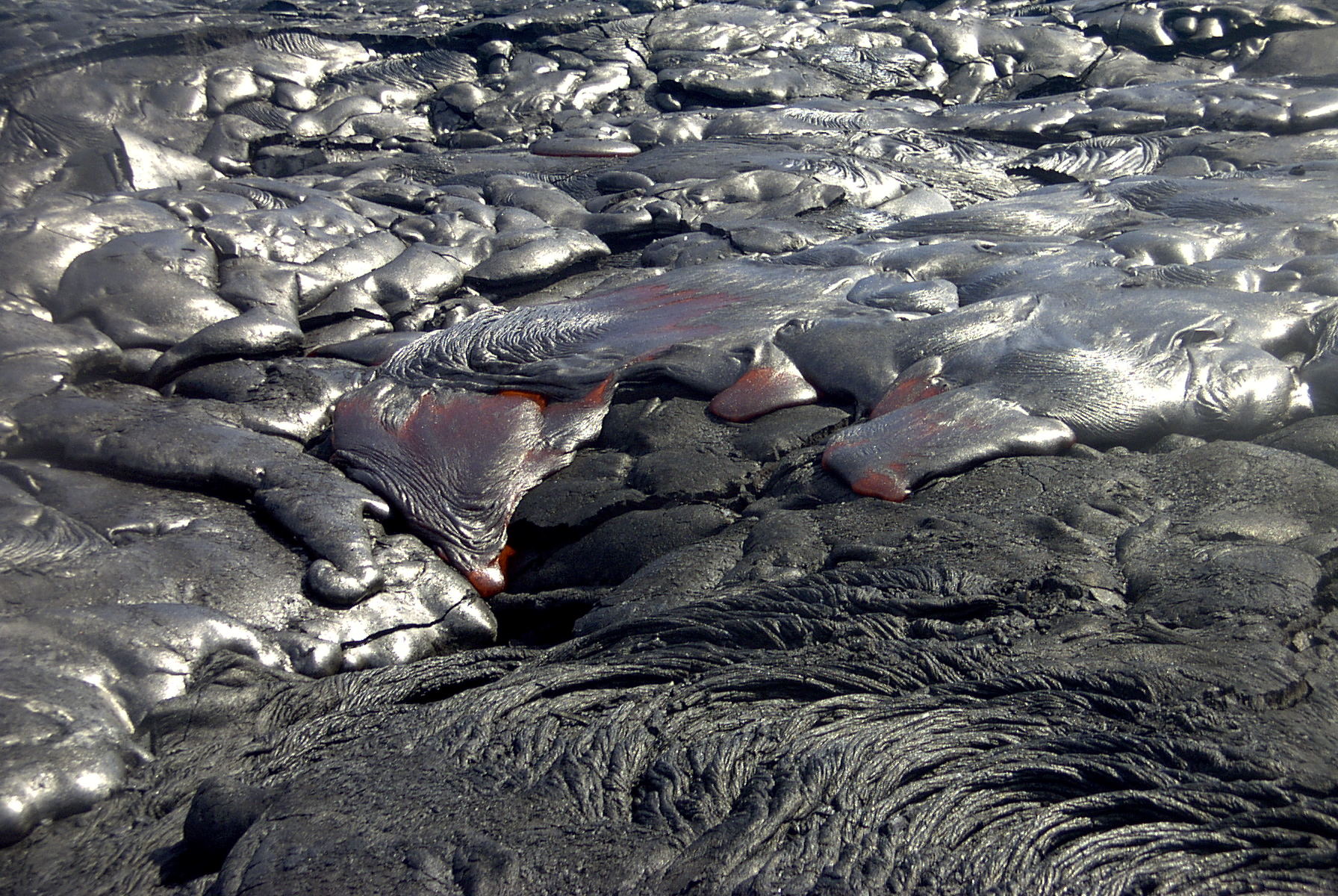
La lava, quando scorre lenta, si può osservare da vicino.
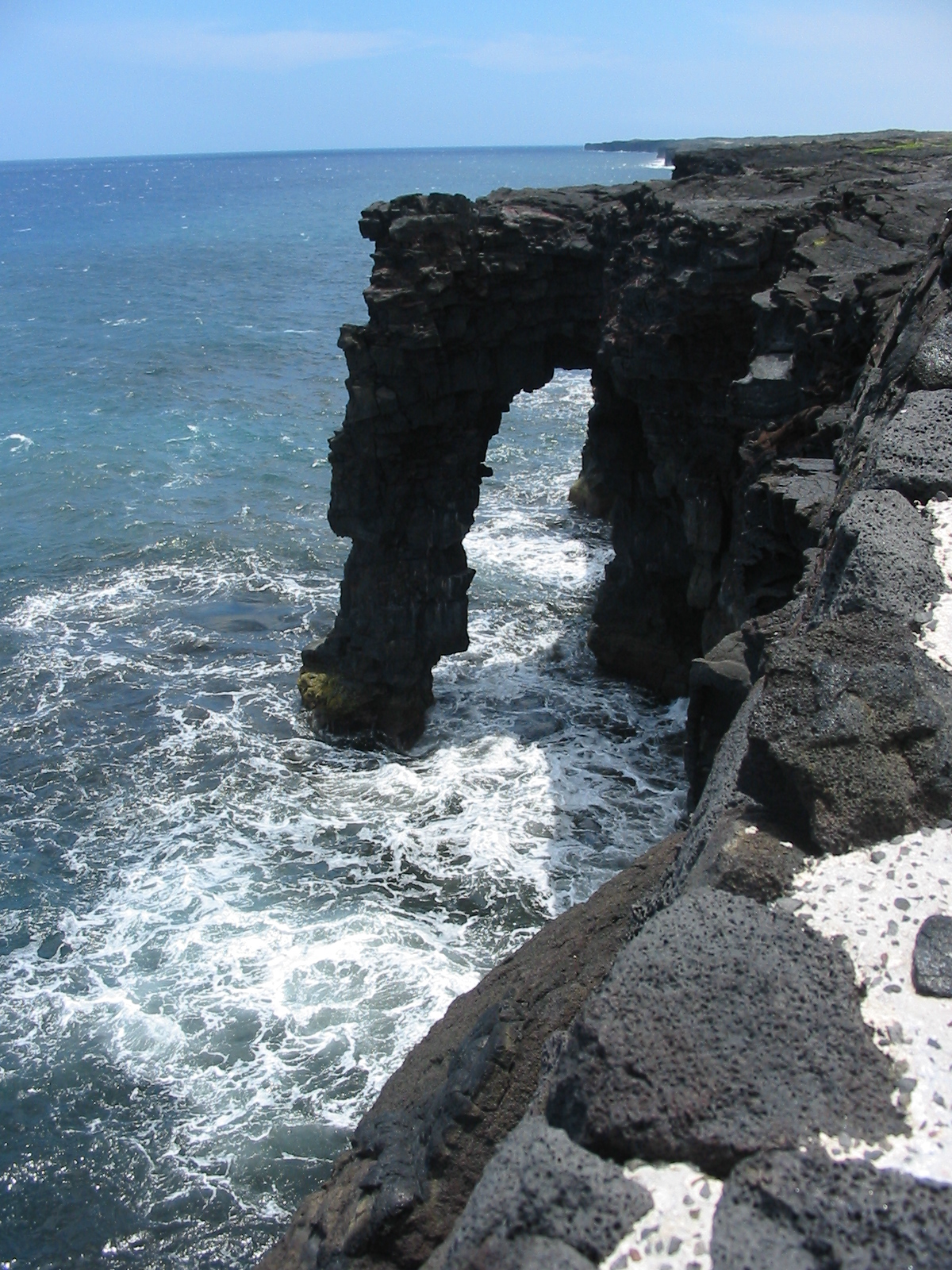
Gli archi sul mare sono stati creati dalla lava colata in acqua.
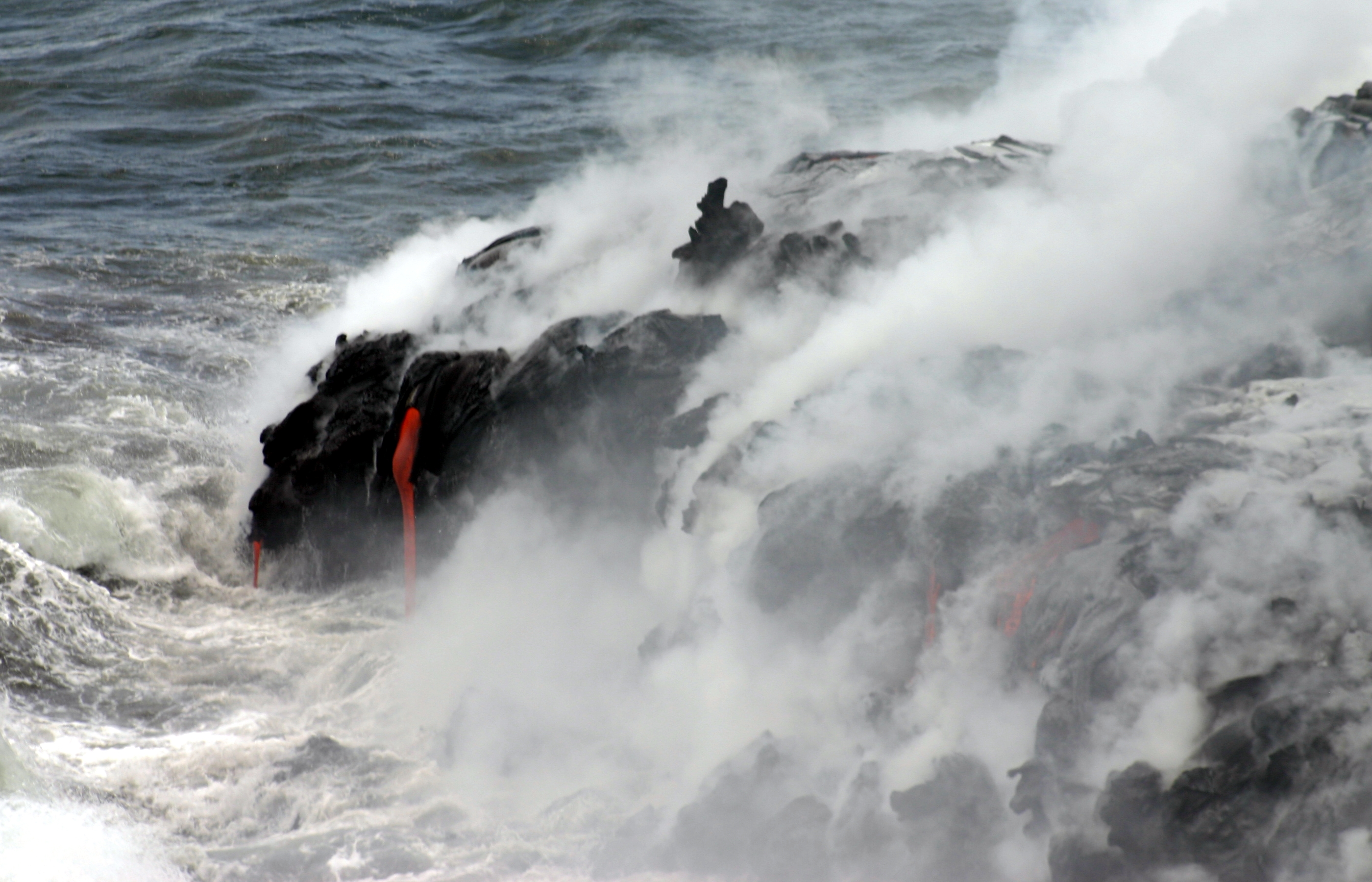
La lava di Pāhoehoe entra nel Pacifico.
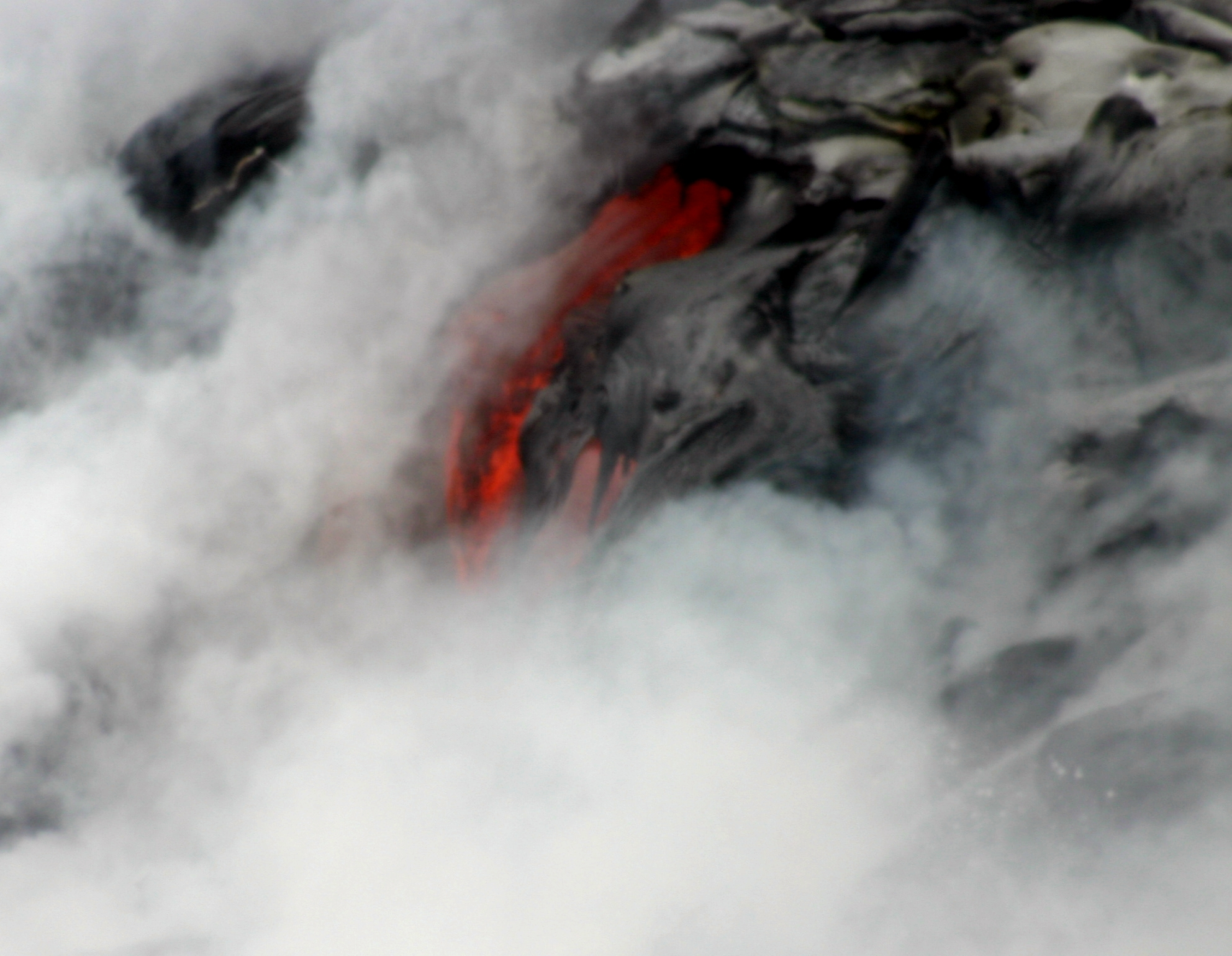
La lava di Pāhoehoe entra nel Pacifico.
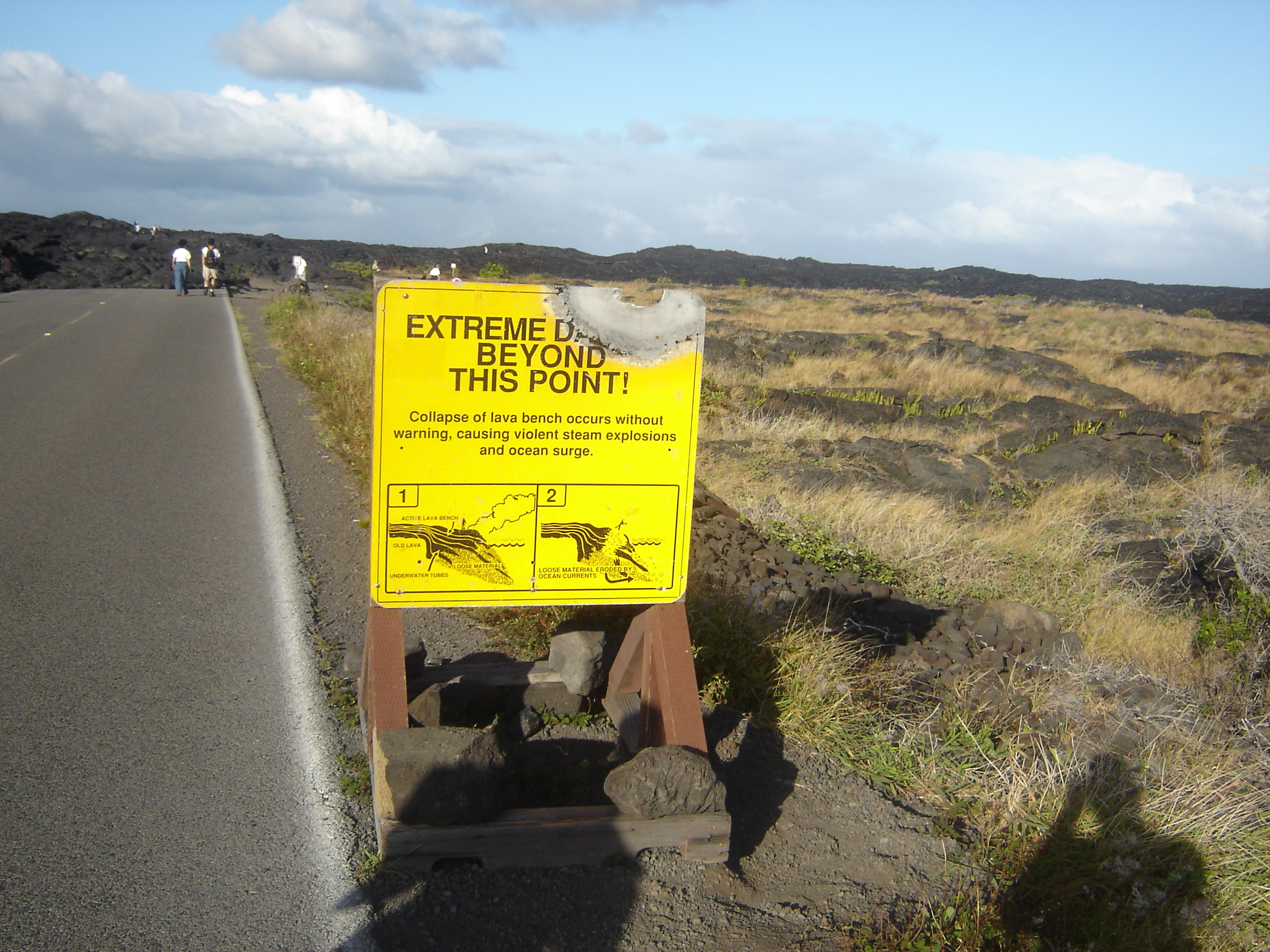
"I crolli dei banchi di lava possono avvenire senza preavviso, causando violente esplosioni delle colate e ondate dell'oceano"
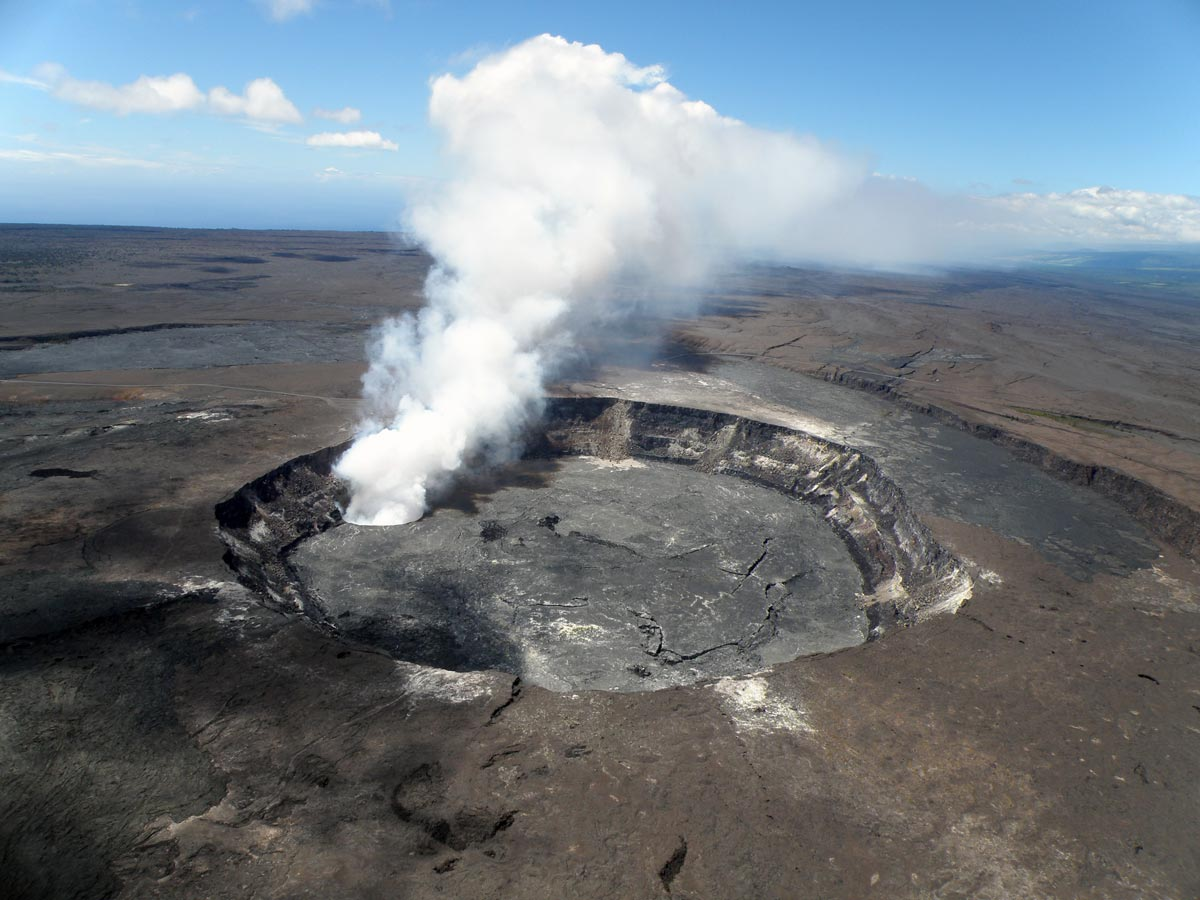
Cratere Halemaʻumaʻu
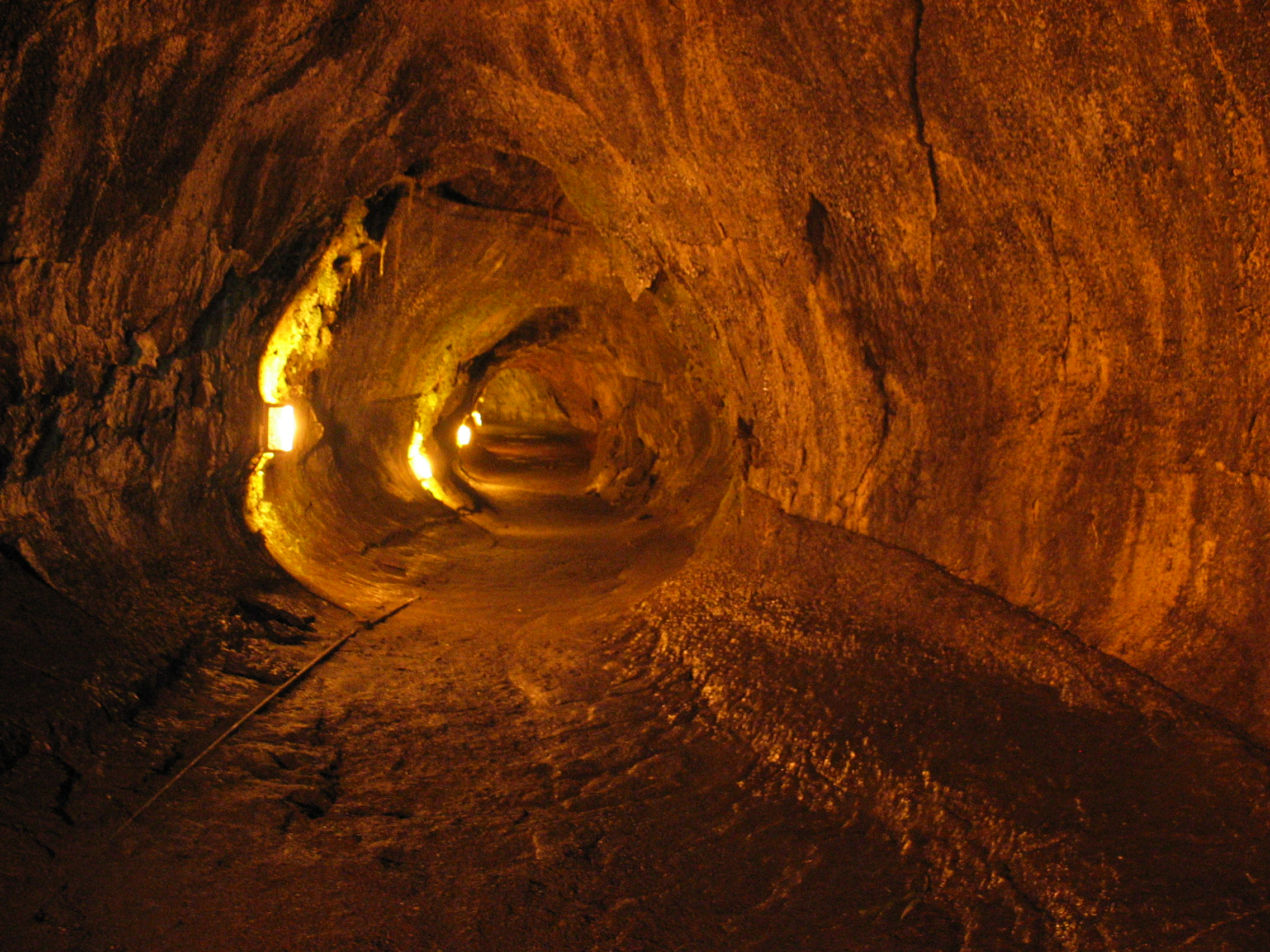
Tunnel di lava di Thurston
Vista panoramica a 360° dei campi di lava